# Юта фон Клеве
Юта фон Клеве (на немски: Jutta von Kleve; † ок. декември 1275) е графиня от Клеве и чрез женитба херцогиня на Лимбург.

## Произход
Дъщеря е на граф Дитрих IV фон Клеве († 1260) и втората му съпруга маркграфиня Хедвиг фон Майсен († 1249) от род Ветини, дъщеря на маркграф Дитрих фон Майсен († 1221) и Юта Тюрингска († 1235).

## Фамилия
Юта фон Клеве се омъжва пр. 20 декември 1249 г. за херцог Валрам V фон Лимбург († 14 октомври 1279). Те имат децата:
- Ерменгард (Ирмгард) (* 1250; † юни 1283), омъжена ок. 1276 г. за Райналд I, граф на Гелдерн († 1326).
- син, който умира преди или с майка си

Валрам V фон Лимбург се жени втори път на 10 януари 1278 г. за Кунигунда фон Бранденбург († 1292).